# دیوگو کاستا
دیوگو کوستا (انگلیسی: Diogo Costa؛ زادهٔ ۱۹ سپتامبر ۱۹۹۹) بازیکن فوتبال اهل پرتغال است که در باشگاه فوتبال پورتو در پست دروازه‌بان بازی می‌کند.
از باشگاه‌هایی که در آن بازی کرده‌است می‌توان به باشگاه فوتبال پورتو اشاره کرد.
وی همچنین در تیم‌های ملی فوتبال زیر ۱۶ سال پرتغال، زیر ۱۷ سال پرتغال، زیر ۱۸ سال پرتغال، زیر ۱۹ سال پرتغال، زیر ۲۰ سال پرتغال، زیر ۲۱ سال پرتغال، و پرتغال بازی کرده‌است.

## تیم ملی
کاستا برای اولین بار در ۲۶ اوت ۲۰۲۱ برای بازی‌های مقدماتی جام جهانی فوتبال ۲۰۲۲ قطر مقابل ایرلند جنوبی و آذربایجان و بازی دوستانه با قطر به تیم بزرگسالان دعوت شد. او اولین بازی خود را در ۹ اکتبر در برابر آخرین حریف، یعنی قطر، در جریان پیروزی ۳ بر صفر در ورزشگاه الگاروه، انجام داد.
کاستا به عنوان دروازه‌بان اول توسط سرمربی فرناندو سانتوس برای پلی آف مقدماتی جام جهانی فوتبال ۲۰۲۲ انتخاب شد و دروازه‌بان اول روی پاتریسیو را روی نیمکت ثابت کرد. در ۲۴ مارس، در زمین باشگاه خود، او اولین بازی رقابتی خود را در برد ۳ بر ۱ مقابل ترکیه در نیمه نهایی پلی‌آف انجام داد. او پنج روز بعد دوباره در پیروزی ۲ بر صفر مقابل مقدونیه شمالی ظاهر شد که باعث صعود آنها به جام جهانی فوتبال ۲۰۲۲ شد.
در جام ملت های اروپا 2024 آلمان در دیدار پرتغال مقابل اسلوونی موفق به مهار هر سه پنالتی در ضربات پنالتی شد. این دیدار در طول ۹۰ دقیقه با نتیجه صفر صفر به پایان رسیده بود. پرتغال با این برد به مرحله یک چهارم نهایی جام صعود کرد.